# Gusta Dawidson Draenger

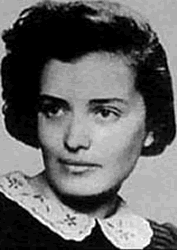
Gusta Dawidson Draenger

Gusta (Tova) Dawidson Draenger (Tarnname Justina; geb. am 21. März 1917 in Krakau; gest. am 8. November 1943) war im jüdischen Widerstand gegen die deutsche Besatzung in Polen aktiv. Im Gefängnis verfasste sie auf Toilettenpapier einen umfangreichen Bericht („Justinas Tagebuch“), der heute als wichtiges Dokument des jüdischen Widerstands gilt. Gusta und ihr Mann Shimon Draenger wurden 1943 von den deutschen Besatzern ermordet.

## Leben und Widerstandstätigkeit
Gusta Dawidson wurde in Krakau geboren, das zur damaligen Zeit Teil Österreich-Ungarns war, und wuchs in einer orthodoxen jüdischen Familie auf, die sich der Tradition der Ger verbunden fühlte. Während ihrer Schulzeit wurde sie Mitglied der religiösen Jugendbewegung Agudat Jisra’el. Nach dem Schulabschluss besuchte sie Kurse an einer Fremdsprachenschule. Später schloss sie sich der zionistischen Jugendbewegung Bnei Akiva an, wo sie Bildungsarbeit leistete und Mitglied des Zentralkomitees wurde. Sie gab die Jugendzeitung Zeirim heraus, schrieb Artikel und verantwortete die Finanzen von Akiva.
Nach dem deutschen Überfall auf Polen im September 1939 wandelte sich die Tätigkeit von Akiva von Bildungsarbeit zu organisiertem Widerstand. Viele ältere Mitglieder der Organisation waren nach Palästina geflohen, doch Dawidson blieb im sogenannten Generalgouvernement, ging in den Untergrund und gehörte zu den Gründern einer Kampfgruppe der Hechaluz („Die kämpfenden Pioniere“), die sich der überparteilichen Jüdischen Kampforganisation ZOB (Żydowska Organizacja Bojowa) anschloss. Unter der Tarnidentität einer christlichen Polin mit Namen ‚Justina‘ besorgte sie sichere Unterkünfte für den Widerstand, führte Kampfgruppen in die Wälder und schmuggelte Waffen ins Ghetto.
Bei Hechaluz befreundete sie sich mit Shimon (auch Szymon, Shimshon oder Simek) Draenger, wie sie ein Akiva-Führer und Herausgeber der Zeitschrift Divrei Akiva und der Wochenzeitung Tse‘irim. Im September 1939 wurde Shimon von der Gestapo verhaftet, weil er in seiner Zeitschrift einen Artikel der österreichischen Antifaschistin Irene Harand veröffentlicht hatte. Die SS lieferte ihn in das Konzentrationslager Troppau bei Opava ein. Daraufhin stellte sich Gusta Dawidson freiwillig und bat, ihrem Verlobten folgen zu dürfen. Dank der Zahlung von Bestechungsgeldern, vermutlich durch die Akiva, wurden beide Anfang 1940 freigelassen, mussten sich aber regelmäßig bei der Gestapo melden. Nach ihrer Entlassung heirateten sie.
Trotz der Überwachung setzte das Paar seinen Widerstand fort und traf sich weiterhin heimlich mit Mitgliedern der Bewegung. Gusta besorgte außerhalb der Ghettomauern eine sichere Unterkunft, wo Shimon eine Werkstatt zum Fälschen von Ausweispapieren einrichtete. Die Dokumente gingen an Mitglieder des Widerstands, die damit das strikte Reiseverbot für Juden umgehen und sich halbwegs frei zwischen verschiedenen Ghettos in Polen bewegen konnten. Der Verkauf gefälschter Ausweispapiere trug außerdem zur Finanzierung der Untergrundbewegung bei.

## Erneute Verhaftung

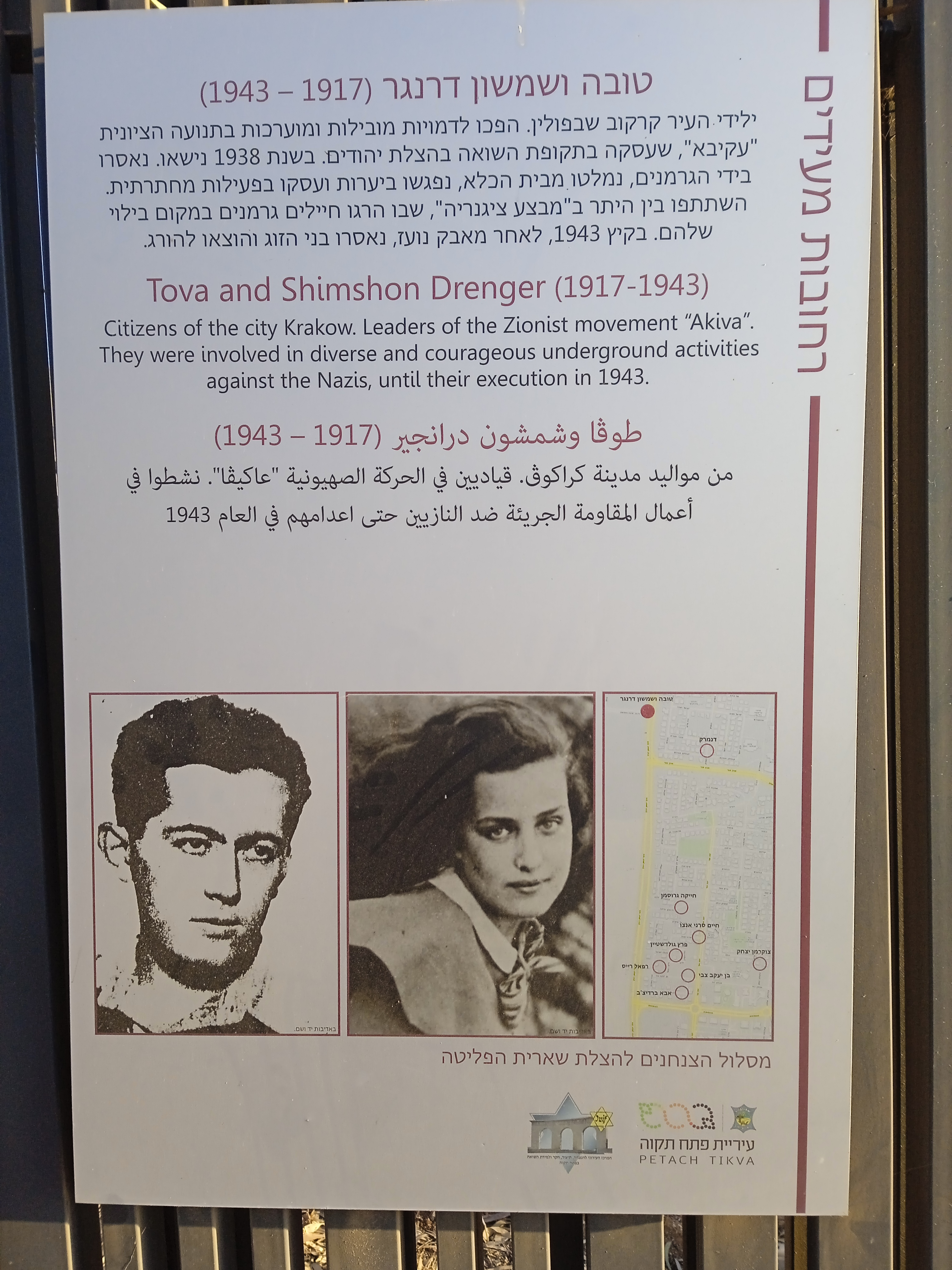
Gedenktafel für Gusta (Tova) und Szymon (Shimshon) Draenger in der Draenger-Straße in Petach Tikwa, Israel

Im Dezember 1942 wurde im Café Cyganeria, einem Treffpunkt für Offiziere der Besatzungsmacht und der Gestapo, ein Anschlag verübt, bei dem mehrere Soldaten getötet und zahlreiche weitere verletzt wurden. Diese Form des Guerillakriegs, bei der durch wiederholte kleinere Angriffe kontinuierlicher Widerstand geleistet wurde, war charakteristisch für die jüdische Widerstandsbewegung in Krakau. Sie unterschied sich damit von den Aktivitäten in den Ghettos von Warschau, Białystok oder Vilnius, wo der jüdische Widerstand vor allem auf einen offenen Aufstand innerhalb der Ghettos abzielte.
Die Gestapo verdächtigte Shimon Draenger der Beteiligung und nahm ihn am 18. Januar 1943 fest. Nachdem Gusta Draenger bei der Suche nach ihrem Ehemann ebenfalls ins Visier der Gestapo geraten war, wurde auch sie verhaftet. Shimon Draenger wurde in das Gefängnis Montelupich gebracht, während Gusta im Frauengefängnis Helzlaw, das zum Montelupich-Komplex gehörte, inhaftiert wurde. Beide wurden wiederholt verhört und gefoltert.

Trotz schwerer Folter schrieb Gusta auf eingeschmuggeltem Toilettenpapier, das sie in einem Türpfosten versteckte, eine Art Tagebuch über ihre Erfahrungen im Widerstand. Selbst nachdem ihr bei der Folter die Finger gequetscht worden waren, versuchte sie weiterzuschreiben. Wenn die Schmerzen zu stark wurden, diktierte sie ihren Mitgefangenen den Text, während andere Insassinnen Lieder sangen, um ihre Stimme zu übertönen. Draenger wollte künftigen Generationen von „der letzten und kühnsten Rebellion unseres Lebens“ berichten. In der Einleitung ihres Tagebuchs schrieb sie:
„Aus dieser Gefängniszelle, die wir nie mehr lebend verlassen werden, grüßen wir jungen todgeweihten Kämpfer Euch. Wir opfern unser Leben bereitwillig für unsere heilige Sache und bitten lediglich, daß unsere Taten in das Buch ewiger Erinnerung einfließen. Mögen die Erinnerungen auf diesen zerstreuten Papierfetzen zusammengetragen werden und ein Bild unser [sic!] standhaften Entschlossenheit im Angesicht des Todes ergeben.“
Während ihrer Haftzeit konzentrierte Gusta Draenger ihre Energie darauf, das Durchhaltevermögen ihrer Mitgefangenen zu stärken, wie Überlebende übereinstimmend berichteten. Nach besonders schwerer Folter wurde Shimon Draenger von den Wachen in ihre Zelle gebracht – vermutlich in der Hoffnung, er würde zur Rettung seiner Frau Mitstreiter verraten. Gusta jedoch bekannte sich in Anwesenheit der Wächter offen zum Widerstand, um die Moral ihres Mannes zu stärken. Der jüdische Widerstand war ihr wichtiger als das eigene Leben. In ihrem Tagebuch schrieb sie: 
„Die Kämpfer, derer Taten in dieser Erzählung gedacht wird, waren Mitglieder verschiedener jüdischer Jugendbewegungen. Diese überwanden ideologische Unterschiede, um sich zum Kampf gegen jene unmenschlichen Kräfte zusammenzuschließen, die sie als Rasse, als Religion, als Kultur und als Volk vernichten wollten.“

## Flucht und Tod
Am 29. April 1943 wurden die Gefangenen zur Exekution in das nahegelegene Konzentrationslager Plaszow verlegt. Dabei gelang Gusta Draenger und ihrem Mann Shimon sowie einigen weiteren Häftlingen die Flucht. Gusta Draenger und Genia Meltzer waren die einzigen weiblichen Flüchtlinge, die überlebten; die Widerstandskämpferin Mire Gola kam dabei ums Leben. Gusta schlug sich durch bis nach Bochnia bei Krakau, wo sie Shimon wiedertraf, der ebenfalls überlebt hatte. Gemeinsam lebten sie in einem Bunker im Wald um Nowy Wiśnicz und setzten von dort aus weiter ihren Widerstand gegen die nationalsozialistischen Truppen fort. Shimon Draenger gab eine Widerstandszeitung der Hechaluz heraus, die jeden Freitag in den Ghettos von Bochnia und Tarnow an überlebende jüdische Flüchtlinge und an Kämpfende verteilt wurde.
Die genauen Umstände ihres Todes sind nicht abschließend geklärt. Nach einer Quelle wurden beide im Wald von Nowy Wiśnicz bei einem Gefecht mit deutschen Truppen getötet. Einer anderen Quelle zufolge wurden sie beim Versuch, die ungarische Grenze zu überqueren, entdeckt und hingerichtet. Sie starben beide am 8. November 1943.

## „Justinas Tagebuch“

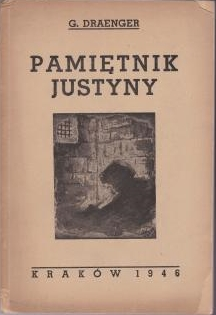
Titelbild der Originalausgabe des Pamiętnik Justyny (Justinas Tagebuch), 1946

Gusta Draenger verfasste ihr Tagebuch von Februar bis Ende April 1943 in der Todeszelle des Frauengefängnisses Helzlaw und fertigte vier Kopien an, um sicherzustellen, dass zumindest ein Exemplar erhalten blieb. Die Verstecke der einzelnen Fassungen gab sie niemandem preis. Später wurden das vierte bis neunzehnte Kapitel sowie nach einiger Zeit auch das erste Kapitel gefunden. Die aufgefundenen Teile wurde der Jüdischen Historischen Gesellschaft von Krakau übergeben.
1946 wurde Draengers Tagebuch erstmals in Polen unter dem Titel Pamiętnik Justyny (Justinas Tagebuch) veröffentlicht. Es gilt als bedeutendes Zeugnis des jüdischen Widerstands und wird zudem für seine literarische Qualität geschätzt.
In den folgenden Jahren erschienen zahlreiche Übersetzungen und Ausgaben. 1953 wurde eine erste hebräische Übersetzung als יומנה של יוסטינה oder Jōmānā šel Jusṭina (Justinas Tagebuch) vom Haus der Ghettokämpfer veröffentlicht; eine Neuauflage folgte 1974. 1996 publizierte die University of Massachusetts Press eine englische Übersetzung unter dem Titel Justyna’s Narrative oder Justina’s Diary, die zusätzliche Transkriptionen der Fragmente enthielt.